# Halixodes novaezelandiae
Halixodes novaezelandiae är en kvalsterart som beskrevs av Bartsch 1986. Halixodes novaezelandiae ingår i släktet Halixodes och familjen Halacaridae. Inga underarter finns listade i Catalogue of Life.